# Русские в Закарпатской области
Ру́сские в Закарпа́тской области (укр. Росіяни у Закарпатській області) — русская национальная община в Закарпатской области Украины.
Закарпатье отличается этническим разнообразием. Наиболее многочисленными этническими группами Закарпатья являются украинцы (более 80 % по переписи 2001 года), венгры, меньшая численность у румын, русских, цыган, словаков, немцев и представителей других национальностей. Согласно переписи 2001 года в Закарпатской области проживала 31 тысяча русских, которые составляли 2,5 % населения области. Русские закарпатцы представляют одну из наименьших русских общин на Украине.

## Закарпатские русские до 1944 года
Первым известным сейчас эмигрантом из России считается Константин Матезонский, который прибыл в Ужгород в 1836 году. Предположительно он эмигрировал из России как участник декабристского восстания. В Ужгороде он основал хор и был близок к будителю русинов А. Духновичу.
Значительной была русская эмигрантская община после гражданской войны. Накануне Второй мировой войны в Закарпатье было около 2 тысяч русских. Среди них было много образованных людей, которые оставили после себя у жителей края добрую память.
П. П. Милославский пропагандировал русскую народную песню и православные песнопения, был музыковедом, уже после вхождения Закарпатья в состав Украинской ССР возглавил известный Закарпатский народный хор. Хор и в наше время исполняет собранные и аранжированные им произведения. В Ужгороде действует Фонд имени Милославского.
Л. С. Панкратова-Ильяшенко, актриса театра В. Э. Мейерхольда, вела театральную студию, а в послевоенном Закарпатье организовывала театры.
Русские эмигранты работали в русинской организации «Русское культурно-просветительское общество имени Александра Духновича». Среди них была театральный режиссёр О. Куфтина-Полуэктова. Она также вела детскую театральную студию.
Заметным деятелем русской эмиграции в Закарпатье был Всеволод Коломацкий. Во время Первой мировой войны он воевал в Карпатах, а позже стал священником на Мукачевщине. В 1926 году он в качестве архитектора-строителя участвовал в сооружении Покровской церкви в селе Русском. Позже возле неё вырос Рокошанский мужской монастырь, почитаемый верующими. Русские эмигранты поручили отцу В. Коломацкому построить православный храм-памятник в память русским воинам, погибшим в Первую мировую войну; это единственный подобный храм на территории бывшего СССР. В. Коломацкий был архитектором и строителем этого храма в Ужгороде. В 1930 году Покровская церковь на набережной реки Уж была закончена. Храм выстроен в северорусском шатровом стиле и напоминает православный собор в Коломне. Церковь включена в список памятников. В 1994 году Закарпатское общество «Русский дом» на её стенах установило мемориальную таблицу.
Архимандрит Василий (Пронин) переехал в Закарпатье в 1939 году, и уже в послевоенные годы стал настоятелем Мукачевского женского монастыря; он занимался также и археологией.
Русский инженер-строитель Панкратов участвовал в сооружении административного здания в Ужгороде (ныне - Белый дом), а инженеры Баренблат и Лосиевский строили канал Невицкое — Ужгород, ужгородскую электростанцию, мост в В. Бычкове и другие сооружения в Закарпатье.
В 1926 году В. Д. Владыков издал в Ужгороде монографию по ихтиологии Закарпатья, которая до сих пор признаётся лучшей; в 1931 году она удостоилась золотой медали в Париже.
В Закарпатье трудились члены Союза русских агрономов Закарпатья В.Чернышенко, Лукинов, Е. Луговой-Федосеев. Последний издал в Ужгороде на русинском языке несколько обстоятельных и доступных крестьянам пособий по животноводству, луговодству и ветеринарному делу. Он также организовывал курсы для крестьян и вёл работу по улучшению пород домашнего скота. Свою работу он продолжал и в послевоенное время.
Русские гимназии работали в Ужгороде, Мукачево (см. Мукачевская русская гимназия) и Хусте. Для крестьян и казаков работали школы грамоты (Ужгород, Мукачево). Высшее образование на русском языке можно было получить в Праге (Закарпатье входила в состав Чехословакии), где с 1923 года действовал Русский народный университет (с 1933 года — Русский свободный университет).

## Период УССР (1944—1991)
После присоединения Закарпатья к УССР численность русских значительно возросла, что было вызвано необходимостью развития промышленности и других отраслей народного хозяйства, а также медицины, образования, науки.
Летом 1947 в Мукачево переехал Белгород-Днестровский русский драматический театр. Пополнившись актёрами из других театров Украины, коллектив 23 августа 1947 открыл свой первый театральный сезон.
Филологический факультет Ужгородского университета был открыт 18 октября 1945 г. Кафедру русской литературы возглавил специалист в области классической литературы Николай Сергеевич Воскресенский, о котором вспоминают как о высокоэрудированном и интеллигентном учёном. Большой вклад в литературоведение внесли Н. П. Козлов, Е. Л. Толстов, доценты В. И. Ариповский, А. И. Дуденкова, Г. И. Пономарев, С. Н. Шошура, И. М. Сенько, Н. П. Бедзир, Л. П. Бородина, Л. В. Лимонова. Фольклористикой занимались П. В. Линтур и Плисецкий. Т. М. Чумак изучала творчество закарпатских писателей.
Кафедру русского языка первоначально возглавил профессор И. Г. Чередниченко. В последующие годы кафедрой руководили доценты Антошин, Г. А. Шелюто, М. А. Чернышенко, М. В. Симулик, С. С. Панько, Л. М. Устюгова, профессор В. В. Волков, а ныне её возглавляет доцент Т. И. Суран.
В 1946 году в области находилось 12176 русских. В 1959 году их было уже 29 599 человек (3,2 % от всего населения), в 1970 — 35 189 человек (3,3 %), 1979 — 41,7 тысяч человек (3,6 %).
Данные переписи 1989 дают наиболее полное представление о социальных характеристиках русского населения Закарпатья. Согласно этим данным русских было 49 458 человек, они составляли всего 4 % населения Закарпатской области, но 53 % занятых русских являлись работниками умственного труда. Русские составляли 11 % преподавателей и научных кадров, 12—13 % руководителей, 16 % работников сферы искусства, 20 % инженерно-технических работников, 58 % офицеров. Это объяснялось очень высоким образовательным уровнем (24,6 % взрослых русских имели высшее образование, по сравнению с 6,8 % у украинцев, 3,7 % у венгров, 8,8 % у словаков, 1,7 % у румын) и урбанизированностью русских (87,2 % русских проживали в городах). В то же время русские Закарпатья характеризовались самой низкой рождаемостью и самым высоким уровнем разводов среди всех этнических групп области.
Русский язык в Закарпатье в 1989 назвали родным 47 378 русских, 15 132 украинцев, 1307 евреев, 1176 белорусов, 991 венгр, 388 словаков, 212 немца, 119 цыган. В целом по области 64,1 % населения указало, что свободно владеет русским языком. Русский язык выполнял функцию языка межнационального общения.

## После 1991 года
В 1990—1998 выходила газета «Единство», единственная в области, которая «последовательно отстаивала конституционные права русских […] от нападок так называемой национал-патриотической прессы».
По данным переписи 2001 года, русский язык родным назвали 2,9 % населения области.
Всего в 2002 году в Закарпатской области действовали 3 русские школы — в Ужгороде, Мукачево и Хусте, на русском языке обучались 2933 учащихся (1,5 % всех учащихся области).
Позже была создана Русская община Закарпатья, которую возглавил В. Некрасов.
В 2002—2006 мэром Ужгорода был Виктор Владимирович Погорелов, а секретарём городского Совета — Юрий Владимирович Беляков.
В период с 2012/13 по 2016/17 учебный год в Закарпатской области доля учеников, получавших общее среднее образование в классах с преподаванием на русском языке колебалась в районе 0,91—1,02 %. Также с 2012/13 по 2016/17 учебный год доля учеников области, изучающих русский язык либо в русскоязычных классах, либо как отдельный предмет в классах с украинским или другим языком преподавания, сократилась с 19,58 % до 10,03 %.
По данным Государственной службы статистики Украины по состоянию на 2021/22 учебный год в Закарпатской области общее среднее образование в классах с русским языком преподавания получали 287 учеников (0,17 % учащихся в области). По состоянию на 2022/23 учебный год в Закарпатской области не было ни одного класса с русским языком преподавания.